# Нано (Тренто)
Нано (итал. Nanno) је насеље у Италији у округу Тренто, региону Трентино-Јужни Тирол.
Према процени из 2011. у насељу је живело 456 становника. Насеље се налази на надморској висини од 555 м.

## Становништво
Према резултатима пописа становништва 2011. у општини је живело 608 становника.
| 1931. | 1936. | 1951. | 1961. | 1971. | 1981. | 1991. | 2001. | 2011. |
| ----- | ----- | ----- | ----- | ----- | ----- | ----- | ----- | ----- |
| 683   | 683   | 736   | 715   | 641   | 617   | 571   | 600   | 608   |